# Dirck Hals
Dirck Hals (Haarlem, 1591 - Haarlem, 1656) foi um célebre pintor holandês, irmão do também pintor Frans Hals.
Dirck nasceu em Haarlem, que ainda hoje é um dos grandes pólos comerciais e económicos da Holanda, no seio de uma família de comerciantes abastados. Viveu na cidade até ao seu falecimento.
Foi desde muito jovem, juntamente com o irmão, direccionado para uma carreira nas artes. Assim, em 1627, juntou-se a um grupo de artistas de nome Grupo de São Lucas.
Para além de pintar com o grupo, Dirck também tinha um ateliê particular, no qual reproduziu a maioria dos seus quadros. Colaborou igualmente, com vários pintores, incluindo o pintor arquitectural Dirck van Delen.
Ao largo da sua carreira, o tema mais frequente e recorrente foram as festividades, às quais os britânicos dão o nome de merry companies. Uma das mais interessantes e proeminentes na sua carreira brilhante é A festa, patente no Museu de Belas Artes de São Francisco, nos Estados Unidos da América. Outro exemplar é Festa à mesa, que se encontra na Galeria Nacional de Londres, no Reino Unido.
Um dos grandes símbolos de Dirck foi claramente Rembrandt, e julga-se mesmo que Dirk terá tomado contacto com Rembrandt nalguma das suas várias visitas a Amesterdão.